# Fast Retailing
K.K. Fast Retailing (jap. 株式会社ファーストリテイリング, Kabushiki kaisha fāsuto riteiringu) ist eine japanische Modehandelsgruppe mit Sitz in Yamaguchi, die an der Tokioter Börse im Nikkei-225-Index gelistet ist. 2024 beschäftigte Fast Retailing 59.607 Menschen.

## Unternehmensgeschichte
Der japanische Geschäftsmann Hitoshi Yanai, dessen Vorfahren bereits im Einzelhandelsgeschäft tätig gewesen waren, gründete 1963 ein Familiengeschäft für Herrenbekleidung namens Ogōri Shōji (小郡商事) in der westjapanischen Stadt Ube (Yamaguchi). Dessen Sohn Tadashi Yanai, der 1972 in den väterlichen Betrieb eingestiegen war, eröffnete 1984 in Hiroshima, unweit von Ube, ein Ladengeschäft mit preiswerter Bekleidung für Jungen im Teenager-Alter namens Uniqlo als Zweigniederlassung von Ogōri Shōji. Die angebotene Bekleidung war anfangs günstige Importware und trug erst später den Markennamen Uniqlo. Das Unternehmen wurde 1991 in Fast Retailing umbenannt und ging 1994 zunächst in Hiroshima und 1999 in Tokio an die Börse. Seither hat sich die Marke mit günstigen Preisen weltweit bei einem modebewussten Publikum mit Bekleidung und Accessoires für Damen, Herren und Kinder als Trendsetter etabliert. Der firmeneigene Onlineshop öffnete im Jahr 2000. 2001 wurde das erste Geschäft im Ausland, in London, eröffnet. Yanai der Präsident und größter Einzelaktionär der Gruppe ist (31. August 2008: 26,68 %), gilt als reichster Mann Japans. Das Forbes Magazine schätzte sein Vermögen auf 10,6 Mrd. Dollar.

## Konzern
Das bedeutendste Tochterunternehmen von Fast Retailing ist bis heute die Ladenkette UNIQLO (Damen-, Herren- und Kindermode) mit weltweiten Einzelhandelsgeschäften. Weitere Vertriebsmarken sind unter anderem Comptoir des Cotonniers (Damenmode) Cabin Co. (Damenmode), Princesse tam.tam (Lingerie und Bademode) und Foot Park (Schuhe). Die 2004 gekaufte Damenmodemarke National Standard wurde 2006 eingestellt. Eine 60%ige Beteiligung an ASPESI Japan wurde 2008 an den italienischen Bekleidungshersteller Aspesi zurückverkauft. 2004 wurde zudem eine 32,32%ige Beteiligung an der US-amerikanisch-japanischen Link Theory Holdings (LTH) gekauft, welche Mode unter den Hauptmarken theory und Helmut Lang vertreibt (letztere hatte Prada 2006 an Theory veräußert). Im Frühjahr 2009 wurde die Beteiligung an LTH für ca. ¥30 Mrd. (ca. €240 Mio.) auf 100 % aufgestockt und das Unternehmen somit als Tochtergesellschaft in den Fast Retailing Konzern integriert. Ein Versuch von Fast Retailing im Jahr 2006, Giordano International zu übernehmen, den in Hongkong ansässigen Großkonkurrenten auf dem asiatischen Markt, scheiterte. Auch der Versuch im Jahr 2007, für 900 Millionen Dollar die US-Kaufhauskette Barneys New York von der Jones Apparel Group zu übernehmen, schlug fehl. Eine weitere starke Expansion ist geplant, unter anderem nach Russland und Indien.

### Uniqlo
Uniqlo (eine Abkürzung für „unique clothing“, auf Deutsch: einzigartige Bekleidung) ist gemessen am Umsatz der größte Bekleidungseinzelhändler in Japan. Weitere Uniqlo-Geschäfte bestehen in China und Hongkong, Südkorea, Malaysia, Singapur, auf den Philippinen, in Russland, Großbritannien, Thailand, Taiwan, den USA, Dänemark und in Frankreich. Insgesamt gibt es weltweit mehr als 1100 Ladengeschäfte, davon über 700 in Japan, allein in Tokio etwa 100 (Stand Mitte 2012). Am 11. April 2014 wurde die erste deutsche Filiale in Berlin eröffnet. UNIQLO hat etwa 30.000 Mitarbeiter und offeriert Markenkleidung im preislich günstigeren Basics-Bereich, vergleichbar dem von Zara, Mango und H&M. Mit einigen bekannteren Modedesignern wird kooperiert, etwa Philip Lim oder Alexander Wang. Jil Sander brachte in den Jahren 2009 bis 2011 als Creative Director ihr eigenes Label +J auf den Markt, die 2011 mit dem Brit Insurance Fashion Award im Design Museum London ausgezeichnet wurde. Ihre Zusammenarbeit mit einer Massenproduktionsfirma kommentierte sie, dass sie das utopische Ziel reize, High-Quality-Kleidung für die Massen anzubieten. Das demokratische Konzept von Uniqlos Basics erinnere sie an Apples fantastisches Design für jedermann in Verbindung mit japanischem Traditionsbewusstsein und großem Know-how.

### Comptoir des Cotonniers
Die Marke wurde 1995 in Paris gegründet. Bekanntheit erlangte sie durch ihre Marketingkampagnen mit unprofessionellen Models und Mütter-Töchter-Vorsprechen. Das Unternehmen eröffnete sukzessive Boutiquen in Belgien, Deutschland, Großbritannien, Südkorea, USA und Japan. Seit 2006 gehört es zur Gruppe Fast Retailing, im Mai 2011 hat Delphine Ninous die kreative Leitung übernommen, nachdem sie für Marken wie Christian Lacroix, Diane von Furstenberg und Isabel Marant tätig war. Für Herbst/Winter 2012 entstand in Kooperation mit dem Schwesterunternehmen Uniqlo eine leichte Daunen-Jacken-Edition, die den ikonischen Pariser „boite“ Stil und der in Japan für Uniqlo entwickelten Ultra-Leicht-Premium-Daunen-Technologie vereint.